# Auto-allumage à bas régime
 (mars 2024).
La mise en forme du texte ne suit pas les recommandations de Wikipédia : il faut le « wikifier ».
Les points d'amélioration suivants sont les cas les plus fréquents. Le détail des points à revoir est peut-être précisé sur la page de discussion.
- Les titres sont pré-formatés par le logiciel. Ils ne sont ni en capitales, ni en gras.
- Le texte ne doit pas être écrit en capitales (les noms de famille non plus), ni en gras, ni en italique, ni en « petit »…
- Le gras n'est utilisé que pour surligner le titre de l'article dans l'introduction, une seule fois.
- L'italique est rarement utilisé : mots en langue étrangère, titres d'œuvres, noms de bateaux, etc.
- Les citations ne sont pas en italique mais en corps de texte normal. Elles sont entourées par des guillemets français : « et ».
- Les listes à puces sont à éviter, des paragraphes rédigés étant largement préférés. Les tableaux sont à réserver à la présentation de données structurées (résultats, etc.).
- Les appels de note de bas de page (petits chiffres en exposant, introduits par l'outil «  Source ») sont à placer entre la fin de phrase et le point final[comme ça].
- Les liens internes (vers d'autres articles de Wikipédia) sont à choisir avec parcimonie. Créez des liens vers des articles approfondissant le sujet. Les termes génériques sans rapport avec le sujet sont à éviter, ainsi que les répétitions de liens vers un même terme.
- Les liens externes sont à placer uniquement dans une section « Liens externes », à la fin de l'article. Ces liens sont à choisir avec parcimonie suivant les règles définies. Si un lien sert de source à l'article, son insertion dans le texte est à faire par les notes de bas de page.
- La présentation des références doit suivre les conventions bibliographiques. Il est recommandé d'utiliser les modèles {{Ouvrage}}, {{Chapitre}}, {{Article}}, {{Lien web}} et/ou {{Bibliographie}}. Le mode d'édition visuel peut mettre en forme automatiquement les références.
- Insérer une infobox (cadre d'informations à droite) n'est pas obligatoire pour parachever la mise en page.

Pour une aide détaillée, merci de consulter Aide:Wikification.
Si vous pensez que ces points ont été résolus, vous pouvez retirer ce bandeau et améliorer la mise en forme d'un autre article.
L'auto-allumage à bas régime, connu en anglais sous le terme Low-speed pre-ignition (LSPI), également connu sous le nom de stochastic pre-ignition (SPI), est un événement d'auto-allumage qui se produit dans les moteurs de véhicules à essence en cas d'allumage prématuré de la charge de carburant principale. Le LSPI est plus courant dans certains véhicules turbocompressés à injection directe fonctionnant dans des conditions de conduite à basse vitesse et à charge élevée.
Les événements LSPI sont aléatoires et peu fréquents, et leurs impacts sur les véhicules concernés peuvent inclure des pics de pression très élevés, des bruits de cliquetis forts et parfois des dommages destructeurs au moteur. C'est ce qu'on appelle communément « cliquetis ». Les systèmes de gestion du moteur (ECU) peuvent gérer l'auto-allumage au moyen d'un capteur de cliquetis. Le capteur détectera l'auto-allumage et retardera le calage du moteur pour protéger le moteur contre les dommages. Un comportement indésirable du moteur se produira, comme une perte de performances ou de puissance.

## Impact sur la conception du moteur
Les constructeurs automobiles utilisent la réduction de la cylindrée du moteur (downsizing) pour améliorer le rendement énergétique des véhicules et réduire les émissions polluantes, et utilisent la technologie des turbocompresseurs pour récupérer la puissance perdue lors du processus de diminution de la cylindrée. La présence du LSPI limite la capacité des constructeurs automobiles à exploiter tout le potentiel des moteurs turbocompressés pour répondre aux exigences croissantes en matière d'efficacité énergétique et pour réduire davantage les émissions de dioxyde de carbone.
Des normes actualisées sur les performances pétrolières sont élaborées pour répondre au LSPI. La spécification dexos1 de nouvelle génération de General Motors (Dexos 1 Gen 2), publiée en 2015, comprenait un test de moteur basé sur un moteur Ecotec à quatre cylindres GM de 2.0 litres qui testera le LSPI. La norme ILSAC GF-6 (publiée en 2020) comprend également un test pour les événements LSPI liés à l'huile dans les moteurs essence à injection directe basés sur un Ford 2.0. Moteur Ecoboost quatre cylindres L.

## Solutions potentielles
Les chercheurs n’ont pas réussi à identifier une cause fondamentale unique pour toutes les instances de LSPI. Toutefois, des tests impliquant l'utilisation d'huiles moteur ont montré que les huiles moteur peuvent être formulées pour empêcher le LSPI tout en conservant les performances de base de l'huile.
Le Southwest Research Institute (SwRI) a lancé en 2011 le consortium biennal Preignition Prevention Program (P3) visant à comprendre la source du LSPI et à travailler au développement d'un test standardisé pour les lubrifiants/carburants. Les objectifs du consortium comprenaient l'examen de l'interaction entre le carburant et l'huile lors des événements LSPI, la compréhension de la manière dont la conception matérielle pourrait être utilisée pour aider à atténuer le LSPI et l'identification des fluides pouvant aider à réduire les événements LSPI.
L'industrie des additifs pour huile envisage également d'utiliser des additifs pour huile moteur pour supprimer le LSPI tout en conservant les avantages en matière d'économie de carburant des technologies de moteur existantes.